# Scriblerus Club
Scriblerus Club (česky přibližně Pisálkusův klub, někdy se počešťuje jako Scriblerův klub) byla neformální skupina konzervativních klasicistních satiriků vzniklá ve Velké Británii, zahrnující Jonathana Swifta, Alexandera Popa, Johna Gaye, Johna Arbuthnota, Henry St Johna a Thomase Parnella. Skupina byla založena v roce 1712 a pozvolna se rozpadala mezi lety 1732 a 1745, kdy zemřeli dva hlavní členové, totiž Alexander Pope a Jonathan Swift. K setkání klubu se někdy připojoval také Robert Harley, který ale v rámci klubu nenapsal jediné literární dílo. Cílem klubu bylo zesměšňovat zneužívání vzdělanosti. Jeho základním dílem byly The Memoirs of Martinus Scriblerus (česky zhruba Paměti Martinuse Pisálkuse). Druhé vydání Popovy The Dunciad také obsahuje text, připisovaný fiktivnímu Martinusi Scriblerusovi.
Mimo to napsal Richard Owen Cambridge směšnohrdinskou báseň Scribleriad (Scribleriáda), kde je Martinus Scriblerus hlavním hrdinou.
Hra Henryho Fieldinga Velšská opera je považována za poctu „Scriblerianům“. Fieldingův pseudonym byl „Scriblerus Secundus“.